# امامزاده علی اکبر گرمسار
مجموعه امامزاده علی اکبر مربوط به دوره ایلخانی - دوره قاجار است و در گرمسار، جنوب خط راه‌آهن گرمسار به سمنان واقع شده و این اثر در تاریخ ۲۰ آبان ۱۳۷۷ با شمارهٔ ثبت ۲۱۶۰ به‌عنوان یکی از آثار ملی ایران به ثبت رسیده‌است.